# Ettendorf (Bas-Rhin)
Ettendorf ist ein ehemaliges Reichsdorf und eine französische Gemeinde mit 751 Einwohnern (Stand 1. Januar 2021) im Département Bas-Rhin in der Europäischen Gebietskörperschaft Elsass und in der Region Grand Est. Im frühen 18. Jahrhundert wurde noch die Schreibweise „Ettendorff“ benutzt. Das im Elsass gelegene Ettendorf hat einen eigenen Bahnhof an einer Eisenbahnstrecke der SNCF und ist ein Mitglied der Communauté de communes du Pays de la Zorn. Am 1. Januar 2015 wechselte die Gemeinde vom Arrondissement Strasbourg-Campagne zum Arrondissement Saverne.

## Geschichte
Ettendorf war ein Reichsdorf.

## Bevölkerungsentwicklung
| Jahr      | 1962 | 1968 | 1975 | 1982 | 1990 | 1999 | 2007 | 2017 |
| Einwohner | 665  | 666  | 625  | 606  | 674  | 700  | 811  | 771  |

## Sehenswürdigkeiten
- Neoklassizistische Kirche Saint-Nabor aus dem Jahr 1895
- Jüdischer Friedhof, vermutlich im 15. Jahrhundert errichtet

## Persönlichkeiten
- Robin Leon (* 1997), Schlagersänger